# Martin Kupper
Martin Kupper (31 maggio 1989) è un discobolo estone.

## Palmarès
| Anno | Manifestazione   | Sede           | Evento           | Risultato | Prestazione | Note |
| ---- | ---------------- | -------------- | ---------------- | --------- | ----------- | ---- |
| 2011 | Europei under 23 | Ostrava        | Lancio del disco | 15º (q)   | 55,82 m     |      |
| 2014 | Europei          | Zurigo         | Lancio del disco | 9º        | 60,89 m     |      |
| 2015 | Mondiali         | Pechino        | Lancio del disco | 16º (q)   | 61,59 m     |      |
| 2016 | Europei          | Amsterdam      | Lancio del disco | 7º        | 63,55 m     |      |
| 2016 | Giochi olimpici  | Rio de Janeiro | Lancio del disco | 4º        | 66,58 m     |      |
| 2017 | Mondiali         | Londra         | Lancio del disco | 17º (q)   | 62,71 m     |      |
| 2018 | Europei          | Berlino        | Lancio del disco | 13º (q)   | 62,13 m     |      |
| 2019 | Mondiali         | Doha           | Lancio del disco | 19º (q)   | 62,10 m     |      |

## Altre competizioni internazionali
2015
- Oro in Coppa Europa invernale di lanci ( Leiria), lancio del disco - 66,67 m
- 4º al Shanghai Golden Grand Prix 2015 ( Shanghai), lancio del disco - 63,07 m
- 4º agli FBK-Games ( Hengelo), lancio del disco - 62,36 m
- 4º al Prefontaine Classic ( Eugene), lancio del disco - 63,35 m
- 7º all'ExxonMobil Bislett Games ( Oslo), lancio del disco - 60,43 m
- 4º agli Europei a squadre (First League) ( Candia), lancio del disco - 59,36 m
- Argento al Palio della Quercia ( Rovereto), lancio del disco - 61,49 m

2017
- Bronzo in Coppa Europa invernale di lanci ( Las Palmas), lancio del disco - 62,86 m